# Endasys brevis
Endasys brevis är en stekelart som först beskrevs av Johann Ludwig Christian Gravenhorst 1829.  Endasys brevis ingår i släktet Endasys och familjen brokparasitsteklar. Arten är reproducerande i Sverige. Inga underarter finns listade i Catalogue of Life.